# 鼻濁音
鼻濁音（日语：／ bidakuon）是日語濁音子音發音時，由鼻發音所產生的聲音。只有が行（か行濁音）有可能用鼻濁音的方式發音，以國際音標符號為/ŋ/。
一般鼻濁音發音的假名和濁音相同，也就是在假名加上濁音點「゛」。不過在一些強調發音的專業領域，鼻濁音發音的假名會在假名加上半濁音點「゜」，即。鼻濁音的發音是軟顎鼻音，和ま行的發音/m/和な行的發音/n/都屬於鼻音。
標準的日語（如日本放送協會播報員的發音）中，行，也就是多半都會用鼻濁音的方式發音，稱為行鼻音。

## 使用時機
- 字中與字尾的行音。例：。
- 日語助詞。例：。
- 結合較強的複合語的行音。例：。
- 由連濁而產生的行音。例：。
- 日語的擬態語和擬聲語的行音。[2]